# Campionat de França de Rugbi Top-14 2015-2016
El Campionat de França de Rugbi Top-14 2015-2016 fou organitzat per la Lliga Nacional de Rugbi de França. El vigent campió era l'Stade Français que havia guanyat l'Escut de Brennus la temporada anterior. La temporada va començar el divendres 21 d'agost de 2015. Agen i Pau tornavem al Top14 enlloc de Baiona i Lió que havien perdut la categoria i jugarien aquesta temporada a la ProD2.
El Clermont Auvergne fou el campió de la fase regular i el Toló fou segon obtenint el pas directe a les semifinals, mentre que Agen i Oyonnax perdrien la categoria. a la fase de play-off (Bàrrages) hi arribarien els equips de | Tolosa i Castres que foren eliminats i Racing Paris i Montpellier que accedirien a les semifinals de Rennes. Finalment, Toló eliminaria Montpellier i Racing Paris a Clermont. El títol se'l va emportar el Racing al derrotar el Toló per 29 a 21.
Per primera vegada de la seva història, la final del Campionat de França de Rugbi Top-14 2015-2016 es va realitzar fora de l'França. Concretament, el darrer partit del campionat es va jugar al Camp Nou de Barcelona, ja que els principals estadis francesos estaven reservats pel Campionat d'Europa de futbol. Amb 99.124 assistents, es va establir el rècord mundial d'espectadors en un partit de clubs.

## Fase preliminar
| Clubs                 | SUA     | USBB    | CABC    | CO      | ASM     | FCG     | SR      | MHRC    | USO     | SP      | RCF     | SF      | RCT     | ST      |
| --------------------- | ------- | ------- | ------- | ------- | ------- | ------- | ------- | ------- | ------- | ------- | ------- | ------- | ------- | ------- |
| SU Agen               |         | 16 – 31 | 37 – 19 | 18 – 23 | 16 – 33 | 27 – 33 | 31 – 27 | 21 – 45 | 23 – 19 | 26 – 33 | 31 – 18 | 28 – 23 | 13 – 52 | 9 – 20  |
| US Bordeaux Bègles    | 24 – 19 |         | 34 – 7  | 19 – 16 | 19 – 24 | 25 – 19 | 21 – 16 | 22 – 24 | 48 – 20 | 46 – 10 | 20 – 28 | 35 – 25 | 15 – 12 | 12 – 10 |
| CA Brive-Corrèze      | 18 – 12 | 16 – 3  |         | 23 – 22 | 21 – 26 | 45 – 24 | 28 – 6  | 19 – 18 | 31 – 13 | 46 – 10 | 33 – 27 | 22 – 13 | 29 – 26 | 21 – 21 |
| Castres Olympique     | 50 – 6  | 19 – 9  | 23 – 8  |         | 17 – 28 | 23 – 31 | 67 – 20 | 34 – 19 | 35 – 26 | 37 – 6  | 34 – 8  | 35 – 14 | 24 – 9  | 15 – 9  |
| Clermont Auvergne     | 38 – 10 | 26 – 26 | 25 – 6  | 42 – 13 |         | 25 – 6  | 57 – 8  | 15 – 19 | 44 – 16 | 35 – 10 | 16 – 20 | 36 – 10 | 9 – 35  | 32 – 23 |
| FC Grenoble           | 38 – 23 | 14 – 20 | 26 – 22 | 28 – 33 | 12 – 45 |         | 39 – 23 | 19 – 30 | 42 – 17 | 41 – 15 | 35 – 39 | 19 – 21 | 33 – 29 | 14 – 53 |
| Stade rochelais       | 23 – 6  | 22 – 15 | 21 – 18 | 25 – 21 | 6 – 44  | 33 – 16 |         | 36 – 10 | 38 – 3  | 35 – 16 | 14 – 30 | 21 – 18 | 19 – 14 | 28 – 8  |
| Montpellier HRC       | 45 – 20 | 19 – 16 | 19 – 3  | 22 – 19 | 24 – 19 | 51 – 10 | 25 – 20 |         | 35 – 19 | 16 – 19 | 60 – 7  | 44 – 20 | 36 – 21 | 25 – 33 |
| US Oyonnax            | 30 – 28 | 37 – 19 | 9 – 34  | 20 – 25 | 24 – 41 | 20 – 27 | 17 – 16 | 10 – 31 |         | 42 – 23 | 9 – 18  | 25 – 12 | 13 – 44 | 17 – 25 |
| Section Paloise       | 33 – 31 | 3 – 15  | 13 – 18 | 21 – 16 | 10 – 16 | 29 – 12 | 15 – 11 | 26 – 16 | 25 – 6  |         | 15 – 15 | 19 – 12 | 9 – 25  | 9 – 6   |
| Racing Club de France | 38 – 13 | 23 – 18 | 17 – 14 | 9 – 13  | 26 – 20 | 23 – 14 | 20 – 19 | 40 – 25 | 26 – 3  | 43 – 13 |         | 27 – 18 | 20 – 21 | 28 – 13 |
| Stade Français        | 28 – 26 | 21 – 24 | 32 – 17 | 22 – 9  | 14 – 9  | 18 – 33 | 33 – 20 | 20 – 26 | 69 – 8  | 34 – 18 | 16 – 34 |         | 13 – 20 | 18 – 17 |
| Rugby Club Toulonnais | 53 – 23 | 44 – 3  | 44 – 15 | 17 – 7  | 18 – 19 | 38 – 8  | 45 – 24 | 52 – 8  | 61 – 3  | 21 – 17 | 22 – 27 | 23 – 16 |         | 10 – 12 |
| Stade Toulousain      | 52 – 19 | 13 – 13 | 24 – 7  | 27 – 20 | 22 – 11 | 52 – 12 | 39 – 22 | 29 – 31 | 27 – 3  | 54 – 3  | 14 – 3  | 36 – 3  | 31 – 8  |         |

## Classificació
| Classificació general del Top 14 | Classificació general del Top 14 | Classificació general del Top 14 | Classificació general del Top 14 | Classificació general del Top 14 | Classificació general del Top 14 | Classificació general del Top 14 | Classificació general del Top 14 | Classificació general del Top 14 | Classificació general del Top 14 | Classificació general del Top 14 | Classificació general del Top 14 | Classificació general del Top 14 | Classificació general del Top 14 | Classificació general del Top 14 |
| Class.                           | Clubs                            | Pts                              | J                                | G                                | E                                | P                                | B0                               | BD                               | pf                               | pc                               | p±                               | af                               | ac                               | a±                               |
| -------------------------------- | -------------------------------- | -------------------------------- | -------------------------------- | -------------------------------- | -------------------------------- | -------------------------------- | -------------------------------- | -------------------------------- | -------------------------------- | -------------------------------- | -------------------------------- | -------------------------------- | -------------------------------- | -------------------------------- |
| 1.                               | Clermont Auvergne                | 88                               | 26                               | 18                               | 1                                | 7                                | 10                               | 4                                | 735                              | 431                              | 304                              | 78                               | 33                               | 45                               |
| 2.                               | Rugby Club Toulonnais            | 82                               | 26                               | 16                               | 0                                | 10                               | 11                               | 7                                | 764                              | 446                              | 318                              | 90                               | 37                               | 53                               |
| 3.                               | Montpellier HRC                  | 81                               | 26                               | 18                               | 0                                | 8                                | 7                                | 2                                | 723                              | 569                              | 154                              | 77                               | 51                               | 26                               |
| 4.                               | Racing Club de France            | 81                               | 26                               | 18                               | 1                                | 7                                | 5                                | 2                                | 614                              | 522                              | 92                               | 62                               | 46                               | 16                               |
| 5.                               | Stade Toulousain                 | 79                               | 26                               | 16                               | 2                                | 8                                | 7                                | 4                                | 680                              | 393                              | 287                              | 80                               | 35                               | 45                               |
| 6.                               | Castres Olympique                | 71                               | 26                               | 15                               | 0                                | 11                               | 6                                | 5                                | 650                              | 496                              | 154                              | 68                               | 36                               | 32                               |
| 7.                               | US Bordeaux Bègles               | 67                               | 26                               | 14                               | 2                                | 10                               | 3                                | 4                                | 552                              | 503                              | 49                               | 44                               | 45                               | -1                               |
| 8.                               | CA Brive-Corrèze                 | 62                               | 26                               | 13                               | 1                                | 12                               | 4                                | 4                                | 540                              | 545                              | -5                               | 43                               | 51                               | -8                               |
| 9.                               | Stade rochelais                  | 54                               | 26                               | 11                               | 0                                | 15                               | 4                                | 6                                | 553                              | 656                              | -103                             | 51                               | 65                               | -14                              |
| 10.                              | FC Grenoble                      | 47                               | 26                               | 10                               | 0                                | 16                               | 4                                | 3                                | 605                              | 779                              | -174                             | 60                               | 92                               | -32                              |
| 11.                              | Section Paloise                  | 46                               | 26                               | 10                               | 1                                | 15                               | 2                                | 2                                | 420                              | 675                              | -255                             | 30                               | 75                               | -45                              |
| 12.                              | Stade Français                   | 41                               | 26                               | 9                                | 0                                | 17                               | 2                                | 3                                | 543                              | 631                              | -88                              | 51                               | 62                               | -11                              |
| 13.                              | SU Agen                          | 26                               | 26                               | 5                                | 0                                | 21                               | 1                                | 5                                | 531                              | 846                              | -315                             | 50                               | 102                              | -52                              |
| 14.                              | US Oyonnax                       | 24                               | 26                               | 5                                | 0                                | 21                               | 2                                | 2                                | 429                              | 847                              | -418                             | 41                               | 95                               | -54                              |

## Fase final
| Lliguetes prèvies a semifinals | Lliguetes prèvies a semifinals | Lliguetes prèvies a semifinals |
| ------------------------------ | ------------------------------ | ------------------------------ |
| Racing Club de France          | 21 – 16                        | Stade Toulousain               |
| Montpellier HRC                | 28 – 9                         | Castres Olympique              |

| Semifinals            | Semifinals | Semifinals            |
| --------------------- | ---------- | --------------------- |
| Clermont Auvergne     | 33 – 34    | Racing Club de France |
| Rugby Club Toulonnais | 27 – 18    | Montpellier HRC       |

| Final                 | Final   | Final                 |
| --------------------- | ------- | --------------------- |
| Racing Club de France | 29 – 21 | Rugby Club Toulonnais |

| Campió                |
| --------------------- |
| Racing Club de France |